# Aurícula (corazón)
En el vaso interior del corazón, las aurículas (o atrios) son las dos cavidades saculares superiores, izquierda y derecha, separadas por un tabique (el tabique interauricular) y situadas encima de los ventrículos respectivos, con los que se comunican a través de sendos orificios auriculoventriculares dotados de válvulas.
La aurícula derecha recibe la sangre carboxigenada que proviene de las venas cavas superior e inferior, tras haber recorrido el organismo. A través de la válvula tricúspide pasa esa sangre al ventrículo derecho, el cual a su vez la bombea hacia la arteria pulmonar a través de la válvula pulmonar. En los pulmones, esa sangre se oxigena y regresa al corazón a través de las venas pulmonares, que desembocan en la aurícula izquierda. A través de la válvula mitral, esta sangre pasa al ventrículo izquierdo y, desde allí, a través de la válvula aórtica, a la aorta, desde donde se distribuye a todo el organismo.
Las venas atriales del corazón (TA: venae atriales cardis) son las venas propias de los atrios.
Las venas atrioventriculares (TA: venae atrioventriculares cordis) son las que abastecen a los atrios y ventrículos del corazón.